# 마전역 (안성)
마전역(麻田驛)은 경기도 안성군 삼죽면 마전리에 위치했던 안성선의 철도역이다. 현재 마전역이 있던 자리는 마전리의 민가 내에 일부 남아 있고, 마전역은 터만 남아있다. 

## 연혁
- 1927년 4월 16일: 영업 개시[1]
- 1944년 12월 1일: 태평양전쟁으로 안성~장호원간 선로철거로 폐역[2]